# Ég á líf
«Ég á líf» (укр. «У мене є життя») — пісня ісландського співака Ейтора, з якою він представляв Ісландію на пісенному конкурсі Євробачення 2013 в Мальме. Пісня була виконана 18 травня у фіналі, де, з результатом у 47 балів, посіла сімнадцяте місце.